# 프리드리히 베르기우스
프리드리히 카를 루돌프 베르기우스(독일어: Friedrich Karl Rudolf Bergius, 1884년 10월 11일 - 1949년 3월 30일)은 독일 브레슬라우(지금은 폴란드의 브로츠와프)에서 태어났다. 1931년, 화학적 고압 방법에 대한 발명과 개발에 대한 공헌을 인정받아 카를 보슈와 함께 노벨 화학상을 수상했다.